# Nowopetriwka (Baschtanka, Schyroke)
Nowopetriwka (ukrainisch Новопетрівка; russisch Новопетровка Nowopetrowka) ist ein Dorf im Osten der ukrainischen Oblast Mykolajiw mit etwa 1700 Einwohnern (2001).
Das 1862 von Siedlern aus der Provinz Cherson und pensionierten Soldaten aus den Provinzen Woronesch, Simbirsk und Kurland gegründete Dorf hatte 1891 insgesamt 1029 Einwohner. Zwischen dem 18. August 1941 und dem 13. März 1944 war das Dorf von der Wehrmacht besetzt. Die Volkszählung von 1970 ergab eine Bevölkerung von 2229 Menschen.
Die Ortschaft liegt auf einer Höhe von 44 m am Ufer der Werewtschyna (Веревчина), einem 115 km langen, rechten Zufluss des Dnepr-Mündungsarmes Koschowa (Кошова), 7 km südlich vom Gemeindezentrum Tscherwona Dolyna (Червона Долина), 14 km westlich vom ehemaligen Rajonzentrum Snihuriwka und 58 km östlich vom Oblastzentrum Mykolajiw.
Im Norden des Dorfes befindet sich eine Bahnstation an der Bahnstrecke Mykolajiw–Snihuriwka.
Am 4. Oktober 2017 wurde das Dorf ein Teil der neugegründeten Landgemeinde Schyroke, bis dahin bildete es zusammen mit dem Dorf Ljubyne (Любине) die gleichnamige Landratsgemeinde Nowopetriwka (Новопетрівська сільська рада/Nowopetriwska silska rada) im Westen des Rajons Snihuriwka.
Seit dem 17. Juli 2020 ist es ein Teil des Rajons Baschtanka.